# 内簡
内簡（ないかん）とは、行政機関において、必要な事項を伝達するために、国から地方自治体に対して送付される文書のこと。
「内翰」または「内かん」と記す場合もある。

## 内容
法令や通達として規定するに馴染まない事項を伝達するために用いられる。
例として、法令で抽象的に示された規定について、規定を具体的に認定する際の一定の基準や、内容が仔細にわたるため法令で規定するには馴染まない事項などを参考として示すために用いられる例がある。
通達と異なり、内翰は下級行政庁を拘束しない。その具体的な違いは通達に反する行政行為を下級行政庁がおこなえば通達違反で職務命令違反となるが、内翰違反の行政行為をおこなっても職務命令違反にならない。実質的に内翰は行政庁内の規定と考えてよい。
内翰に類似する行政庁内の規定として、通知、事務連絡が存在する。行政庁内での拘束力の強さの序列は、強い順に、「通知」、「事務連絡」、「内翰」となる。

## 法的効力
一定の基準等を示す場合、内簡それ自体に法的な拘束力は一切なく、あくまで技術的な助言・中央省庁の考え方を示すに過ぎない。
しかし、地方自治体が行う裁量の余地がある行政行為に対して実質的な影響力を有しているので、整合性の面からその行政行為を全国的に統一させる方向へ誘導する目的で発出される。
すなわち、内簡は地方自体を拘束するものではないが、その行政行為は、国民の権利・義務に直接影響を及ぼすので、実質的に内簡の効果は国民の権利を制限したり、国民に義務を課する可能性を否定できない。

## 形式
通達等とは異なり、その性格は私文書に近く（体裁は一般の手紙と同様、書き出しが頭語・時候の挨拶で始まり、末文・結語で終わる）、文書記号・文書番号（発翰番号）は付されず、また官職名ではなく個人名で地方自治体の責任者に対し発出される。
会議等における担当者の発言・意思表示を文書として整え明確にしたもの、という位置付けに近い。

## その他
総務省（旧自治省）や厚生労働省（旧厚生省）から数多く発出されているが、必ずしも中央省庁のすべてで等しくこのような文書の形式が用いられているわけではない。